# Pokémon Mystery Dungeon: Rescue Team DX
Pokémon Mystery Dungeon: Rescue Team DX (ポ ケ モ ン不 思議ふ し ぎの ダ ン ジ ョ ン 救助 隊き ゅ う じ ょ た いDX, Pocket Monsters Fushigi no Danjon Kyūjotai DX) é um remake de 2020 dos jogos eletrônicos de Pokémon Mystery Dungeon: Blue Rescue Team e Red Rescue Team. Faz parte da série Pokémon Mystery Dungeon desenvolvida por Spike Chunsoft, publicada pela The Pokémon Company e distribuída pela Nintendo para o Nintendo Switch. Anunciado em 9 de janeiro de 2020, foi lançado mundialmente em 6 de março de 2020. O jogo é o primeiro remake de um jogo de Pokémon fora da série principal. O jogo apresenta um novo estilo de arte pictórica e inclui novos recursos não vistos nos originais, como Mega Evolução, autosave e modo automático. Em 31 de março de 2020, o jogo vendeu 1,26 milhão de cópias.

## Jogabilidade
O jogador começa como um humano que se transformou em um Pokémon, que pode ser um dos dezesseis Pokémon das três primeiras gerações da série. (Bulbasaur, Charmander, Squirtle, Pikachu, Meowth, Psyduck, Machop, Cubone, Eevee, Chikorita , Cyndaquil, Totodile, Treecko, Torchic, Mudkip, Skitty. O Pokémon que o jogador começa como é determinado por um teste de personalidade tomada no início do jogo. O jogador escolhe um Pokémon parceiro da mesma lista, excluindo Pokémon do mesmo tipo do jogador. O jogo é baseado em missões com muitos empregos, que podem ser encontrados no quadro de avisos, solicitados por correio ou iniciados por meio de eventos da história, e incluem resgate de Pokémon, entrega de itens e acompanhamento de clientes. Se o jogador concluir com sucesso um trabalho, ele recebe uma recompensa e Pontos de Resgate, que aumentam a classificação da equipe.
Esses trabalhos ocorrem em masmorras, cujo layout é aleatório. O objetivo é terminar uma obra ou percorrer todos os pisos para encontrar a saída. Na masmorra, existem Pokémon selvagens que batalham com a equipe do jogador. Essas batalhas são baseadas em turnos e acontecem no mapa da masmorra. Os Pokémon lutam usando os quatro movimentos que conhecem ou usando projéteis e outros itens. Ao percorrer a masmorra, o jogador fica com fome e tem que comer comida, encontrada na masmorra ou comprada com antecedência. Pokémon podem se juntar à sua equipe durante as masmorras e podem se juntar a ela ou ser dispensados após a masmorra. Completar missões também pode permitir que um Pokémon entre em sua equipe.
Ao contrário dos jogos originais, ser derrotado em uma masmorra apenas fará com que o jogador controle o próximo Pokémon de sua equipe, até que todos os três Pokémon principais sejam derrotados. Os jogadores poderão encontrar Pokémon brilhantes em muitas partes do jogo.

## Lançamento
O jogo foi anunciado em um Pokémon Direct em 9 de janeiro de 2020 e lançado mundialmente para o Nintendo Switch em 6 de março de 2020. Uma demo gratuita foi disponibilizada no Nintendo eShop em 9 de janeiro de 2020; o progresso na demonstração pode ser transferido para o jogo completo.